# Konrad (Montferrat)
Konrad von Montferrat (* um 1146; † 28. April 1192 in Tyrus) war Markgraf von Montferrat, als Herr von Tyrus eine wichtige Persönlichkeit zur Zeit des Dritten Kreuzzugs und 1192 für kurze Zeit König von Jerusalem.

## Familie
Konrads Eltern waren der Markgraf Wilhelm V. von Montferrat (Aleramiden) und Judith von Babenberg. Er war ein Cousin des römisch-deutschen Kaisers Friedrich I. Barbarossas. Konrads Bruder Bonifatius war Anführer des Vierten Kreuzzugs. Ihr Bruder Rainer war der Schwiegersohn des byzantinischen Kaisers Manuel I., und ein vierter Bruder, Wilhelm, der erste Ehemann der Königin Sibylle und Vater des Königs Balduin V.

## Leben
Wohl im Herbst 1186 zog Konrad an den Hof des byzantinischen Kaisers Isaak II. Angelos in Konstantinopel. Er übernahm dort im Frühjahr 1187 das Kommando über die kaiserlichen Truppen und schlug den Aufstand des Alexios Branas nieder, wobei er schwer verwundet wurde. Durch diese Tat avancierte er unter den Griechen als einer der wenigen „Lateiner“ zu einem echten Volkshelden und wurde deswegen unter anderem von dem Historiker Niketas Choniates gerühmt. Für seine Verdienste wurde Konrad zum Caesar erhoben und mit der Schwester des Kaisers, Theodora, verlobt.
Es hielt Konrad allerdings nicht in Konstantinopel, nachdem er von der Gefangennahme seines Vaters durch Saladin nach der Schlacht von Hattin erfahren hatte. Er reiste umgehend mit genuesischen Schiffen in die Levante, erreichte am 14. Juli 1187 Tyrus und übernahm die Verantwortung für die Verteidigung der Stadt, die kurz darauf von Saladin belagert wurde. Er schlug die Ayyubiden in einer Seeschlacht und überstand auch Saladins Landangriff erfolgreich. Saladin zog sich daraufhin zurück, und Konrad kontrollierte nun den wichtigsten Hafen, der im Heiligen Land noch in der Hand der Kreuzritter war. Denn der größte Teil des Königreichs Jerusalem – einschließlich der Hauptstadt selbst – stand inzwischen unter Saladins Kontrolle.
Nach diesem Sieg erkannte Konrad den erfolglosen Guido von Lusignan nicht mehr als König von Jerusalem an und verweigerte ihm den Zugang nach Tyrus. Guido begann daraufhin, mit seinen verbliebenen Getreuen die Stadt Akkon zu belagern, die zuvor von Saladin erobert worden war. Als aber Guidos Frau Sibylle während der Belagerung Akkons starb, besaß Guido keinen Anspruch mehr auf den Thron. Konrad hingegen heiratete 1190 Sibylles Schwester Isabella I., obwohl er zu dieser Zeit wohl bereits mit Theodora verheiratet war; diese erste Ehe wurde vermutlich als kirchenrechtlich zu Unrecht geschlossen und daher ungültig angesehen. Inzwischen kamen Truppen des Dritten Kreuzzugs den Belagerern in Akkon zu Hilfe. Da Guido ein Vasall des englischen Königs Richard Löwenherz war, unterstützte dieser ihn in seinem politischen Anspruch, während Konrad auf die Hilfe des französischen Königs Philipp II. und des deutschen Herzogs Leopold V. von Österreich bauen konnte, da diese mit Richard verfeindet waren.
Nach der Eroberung Akkons wurde Guido zunächst als König von Jerusalem bestätigt, Konrad als sein Erbe. Doch wurde Guido Anfang April 1192 auf Druck der Barone von Outremer das Königreich Zypern übertragen – oder besser: er wurde gezwungen, es anzunehmen –, während Konrad nun die Krone des Königreichs Jerusalem erhielt. Konrads Herrschaft dauerte nicht lange. Am 28. April ging er in Tyrus zum Abendessen in das Haus des Bischofs von Beauvais, weil sich die Zubereitung des Essens bei ihm zuhause verzögert hatte; da der Bischof aber bereits gegessen hatte, kehrte Konrad um. Auf dem Nachhauseweg wurde er von zwei Assassinen erstochen. Viele verdächtigten Richard, den Mord veranlasst zu haben, andere Humfried IV. von Toron, Isabellas ersten Ehemann, wieder andere Saladin.

## Nachkommen
Aus seiner Ehe mit Isabella I. hinterließ er eine Tochter, Maria von Montferrat (* um 1192; † 1212), die 1205 Königin von Jerusalem wurde.